# 鄭成太
鄭 成太（チョン・ソンテ、朝鮮語: 정성태、1915年7月28日 - 2000年8月17日）は、大韓民国の教育者、公務員、政治家、社会活動家。第3・4・5・6・7・8代韓国国会議員、第7代国会副議長。
本貫は河東鄭氏。物理学者で元韓国標準科学研究院院長の鄭光和は娘。元国会議員の鄭斗彦の父親は親等が近い弟で、過去に鄭成太の運転手を務めたことがある。また、中華人民共和国に帰化した音楽家の鄭律成も一族の親戚である。

## 経歴
日本統治時代の全羅南道光州郡（現・光州広域市）出身。1940年に普成専門学校（現・高麗大学校）法科卒。日本統治時代末期より国民会全南道支部青年部長、普成専門学校教員、民族青年団全南道副団長を経て、初代社会部長官を務めた銭鎮漢の推薦により社会部監査課長となり、1949年から内務部人事課長を務めた。1950年に公務員を辞めて第2代総選挙に出馬したが落選し、その後は光州商業中高等学校（現・光州女子商業高等学校）の校長を務めた。1954年の第3代総選挙で無所属で立候補して初当選した以降、光州市選出の国会議員を連続6期務めたが、第6代国会議員在職中の1965年8月13日に韓日協定の批准に抗議することで民衆党の離党届を提出し、尹潽善系の金度演、金在光らと共に国会議員職を失職した。また、民主党の議員を経て、民政党院内総務、民衆党院内総務、新韓党事務総長、新民党院内総務・政務委員、国会副議長（1970年6月～1971年6月）などを務めた。1973年の第9代総選挙で落選した後、同年5月2日に政界を引退した。
2000年8月17日午前9時に持病により死去。85歳没。

## エピソード
1969年8月31日より、3選改憲に反対するため、光州からソウルへの「3選改憲反対千里道憲政守護行進」を実行し、11日間の徒歩デモでソウルの市境に到着したが、警察の阻止により市内で行進できず、鐘路区三清洞の自宅に強制帰宅させられた。